# Kompleks analyse
Kompleks analyse eller kompleks funktionsteori er den gren indenfor matematikken, som undersøger funktioner af komplekse tal. Man studerer specielt såkaldte holomorfe funktioner, funktioner som er afledede i kompleks betydning. Kompleks differentiabilitet har meget større konsekvenser end almindelig reel differentiabilitet. Fx er hver holomorf funktion repræsenterbar som en potensrække i enhver åben skive i sin definitionsmængde. Specielt er holomorfe funktioner uendeligt differentierbare, hvilket er langt fra tilfældet for reelle differentierbare funktioner. De fleste elementære funktioner såsom polynomier, eksponentialfunktionen og de trigonometriske funktioner er holomorfe.

## Vigtige resultater
Et centralt værktøj indenfor den komplekse analyse er kurveintegralet. Integralet rundt i en lukket kurve af en funktion, som er holomorf på kurven og området den favner, er altid nul. Dette er Cauchys integralsætning. Værdien af en holomorf funktion indeni en skive kan beregnes med et speciel kurveintegrale på skivens rand (Cauchys integralformel).
Kurveintegraler i det komplekse plan anvendes ofte til at bestemme komplicerede reelle integraler, og her er teorien om residualer brugbar. Om en funktion har en pol eller singularitet ved noget punkt, det vil sige at der ikke eksisterer nogen endelig værdi ved dette punkt, kan man definere funktionens residuale ved denne pol, disse residualer kan anvendes til at beregne kurveintegraler gældende funktionen. Dette er indholdet af den kraftfulde residualesætning. Den bemærkelsesværdige opførsel af holomorfe funktioner nær singulariteter beskrives af Weierstrass-Casoratis sætning. Funktioner som kun har poler, men ingen singulariteter kaldes meromorfe. Laurentrækker ligner Taylorrækker, men kan anvendes til at undersøge funktioners opførsel nær singulariteter.
En begrænset funktion, som er holomorf i hele det komplekse talplan kan kun være konstant. Dette er Liouvilles sætning. Denne sætning kan anvendes til at give et naturligt og kort bevis af algebraens fundamentalsætning, som siger at legemet af de komplekse tal er algebraisk lukket.

## Historie
Kompleks analyse er et af de klassiske områder indenfor matematikken med rødder i 1800-tallet og i visse henseendener endda tidligere. Vigtige navne er Ahlfors, Euler, Gauss, Riemann, Cauchy, Weierstrass, og mange flere på 1900-tallet.